# Xe tăng hạng nhẹ Tosan
Tosan, còn được viết là Towan (có nghĩa là Ngựa hoang), là một xe tăng hạng nhẹ của Iran. Được sản xuất vào năm 1997, nhưng chỉ một số lượng nhỏ sản xuất. Tosan được thiết kế hoàn toàn dựa trên tăng hạng nhẹ "Bọ cạp" FV101.
Tosan được bọc giáp để chống đạn 12.7 ly và đạn 7.62 ly nó được trang bị một khẩu pháo 90 ly. Một số phiên bản khác đã được chế tạo bao gồm thay tháp pháo bằng hai ống phóng tên lửa. hệ thống ngắm bắn được cãi thiện nâng cao.
Là loại tăng cơ động, hiệu quả tác chiến cao, hỏa lực mạnh nhờ có nhiều cải tiến.